# Hydnophytum tetrapterum
Hydnophytum tetrapterum är en måreväxtart som beskrevs av Odoardo Beccari. Hydnophytum tetrapterum ingår i släktet Hydnophytum och familjen måreväxter. Inga underarter finns listade i Catalogue of Life.